# Thysanoessa inermis
Thysanoessa inermis is een krillsoort uit de familie van de Euphausiidae. De wetenschappelijke naam van de soort is voor het eerst geldig gepubliceerd in 1846 door Krøyer.